# Halme cleriformis
Halme cleriformis là một loài bọ cánh cứng trong họ Cerambycidae.